# Papín, Humenné
Papín este o comună slovacă, aflată în districtul Humenné din regiunea Prešov. Localitatea se află la altitudinea de 260 m deasupra n.m., se întinde pe o suprafață de 25,88 km2 și în 2017 număra 962 de locuitori.

## Istoric
Localitatea Papín este atestată documentar din 1330.

## Demografie
| An:                | 1994 | 2004   | 2014   | 2024    |
| ------------------ | ---- | ------ | ------ | ------- |
| Număr de persoane: | 1110 | 1075   | 999    | 869     |
| Diferență:         |      | −3,15% | −7,06% | −13,01% |

| An:                | 2023 | 2024   |
| ------------------ | ---- | ------ |
| Număr de persoane: | 868  | 869    |
| Diferență:         |      | +0,11% |